# Русбах (Нижняя Австрия)
Русбах (нем. Rußbach (Niederösterreich)) — коммуна (нем. Gemeinde) в Австрии, в федеральной земле Нижняя Австрия.
Входит в состав округа Корнойбург. Население составляет 1378 человек (на 31 декабря 2005 года). Занимает площадь 30,56 км². Официальный код — 31224.

## Политическая ситуация
Бургомистр коммуны — Херман Пёшль (АНП) по результатам выборов 2010 года.
Совет представителей коммуны (нем. Gemeinderat) состоит из 19 мест.
- АНП занимает 12 мест.
- СДПА занимает 4 места.
- Зелёные занимают 2 места.
- АПС занимает 1 место.